# أليسون تاونسند
أليسون تاونسند (بالإنجليزية: Alison Townsend)‏ (13 مايو 1953)؛ كاتِبة وشاعرة أمريكية.